# László Répási
László Répási (Budapest, 23 marzo 1966) è un ex calciatore ungherese, di ruolo attaccante.

## Carriera
Fu capocannoniere del campionato ungherese nel 1993 e del campionato malese nel 1997.

## Palmarès

### Club
- Campionato ungherese: 1

Dunakanyar-Vác: 1993-1994
- Malaysia Cup: 1

Perak: 1998

### Individuale
- Capocannoniere del campionato ungherese: 1

1992-1993 (16 gol)